# General Electric YJ101
Il General Electric YJ101 era un motore turbofan dotato di postbruciatore sviluppato negli Stati Uniti dalla General Electric nei primi anni settanta.

## Storia

### Sviluppo
Alla fine degli anni sessanta, nell'ambito del programma di ricerca per un nuovo tipo di caccia leggero (Lightweight Fighter, LWF) per la United States Air Force, la General Electric iniziò lo sviluppo di un nuovo motore, il GE15, da 14300 lbf di spinta. Nell'aprile del 1972, la USAF assegnò alla General Electric un contributo di 10,1 milioni di dollari per lo sviluppo di quello che nel frattempo era diventato l'YJ101, destinato ad equipaggiare il nuovo Northrop YF-17 Cobra.
Il motore fu provato al banco per la prima volta nel luglio del 1972, la certificazione preliminare al volo fu ottenuta alla fine del 1973 mentre il volo sul primo dei due prototipi di YF-17 avvenne nel giugno del 1974.
La fase di sviluppo del motore terminò agli inizi del 1975, dopo 691 ore di funzionamento in volo e 2455 ore di funzionamento al banco.
Tra il 27 maggio ed il 14 luglio del 1976, i due prototipi di YF-17 vennero utilizzati dalla NASA nell'ambito di un programma di ricerca sul comportamento dei velivoli ad alti angoli di attacco.

### Tecnica
L'YJ101 era dotato di un compressore assiale a 7 stadi collegato da un albero ad uno stadio di turbina di alta pressione, mentre i tre stadi del compressore di bassa pressione (fan) erano collegati da un altro albero concentrico al primo ad uno stadio di turbina di bassa pressione. La camera di combustione era di tipo anulare, mentre una parte di aria veniva spillata dal compressore di bassa pressione direttamente nel postbruciatore a geometria variabile. Questa particolare configurazione rendeva (almeno formalmente, dato l'esiguo rapporto di bypass) il YJ101 un turboventola.

## Velivoli utilizzatori
Stati Uniti
- Northrop YF-17